# Io non mi arrendo (libro)
Io non mi arrendo. Un'autobiografia in parole e immagini è un libro scritto da Don Andrea Gallo e Maurizio Fantoni Minnella.
Il libro è la fedele trascrizione di una lunga conversazione con Don Andrea Gallo, dalla quale emerge la ricchezza e il coraggio del suo operato. Nel libro, edito nel 2013 da Baldini e Castoldi, è presente il DVD del film documentario Benvenuti nel ghetto (Free Zone, 2011) di Maurizio Fantoni Minnella, in cui - con un naturalismo senza concessioni - viene mostrata la quotidianità delle transessuali genovesi. Il film mostra una lunga sequenza in cui Don Gallo, a colloquio con una "princesa", affronta i temi dell'ambiguità dei costumi e della loro ricezione all'interno di una società che, seppur cambiata nel corso del tempo, non cessa di omologare gli individui e colpevolizzare il "diverso". Il titolo, Benvenuti nel ghetto, allude al quartiere genovese all'interno del quale il film è stato girato, ossia il seicentesco ghetto ebraico, oggi "sede" delle transessuali; la piazza del "ghetto" è diventata nel 2014 Piazza Don Gallo.